# Трансплантация гемопоэтических стволовых клеток

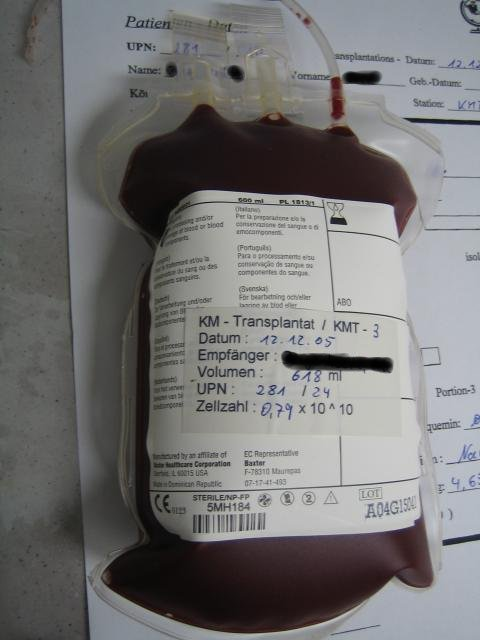
Клетки костного мозга, подготовленные для трансплантации

Транспланта́ция гемопоэти́ческих стволовы́х кле́ток (ТГК, англ. Hematopoietic cell transplantation, HCT) — трансплантация стволовых кроветворных клеток костного мозга (трансплантация костного мозга) или крови. ТГК — медицинская процедура, применяемая в гематологии и онкологии при заболеваниях крови и костного мозга, а также некоторых иных злокачественных заболеваниях.
Существуют три разновидности подобной трансплантации:
- трансплантация костного мозга (ТКМ);
- трансплантация стволовых клеток периферической крови (ТПСК);
- трансплантация пуповинной крови.

Исторически именно трансплантация костного мозга была первым методом трансплантации гемопоэтических стволовых клеток, и поэтому термин «трансплантация костного мозга» зачастую до сих пор применяется для описания любой трансплантации гемопоэтических стволовых клеток.
Благодаря использованию факторов роста стволовых клеток (Г-КСФ, G-CSF) большинство трансплантаций гемопоэтических стволовых клеток проводится сегодня с применением стволовых клеток периферической крови, а не костного мозга.
При трансплантации гемопоэтических стволовых клеток сохраняется высокий риск осложнений, эта процедура традиционно применяется для пациентов с угрожающими жизни заболеваниями. Хотя ТГК иногда проводится в экспериментальных целях при незлокачественных и негематологических заболеваниях (например, тяжело протекающем аутоиммунном или сердечно-сосудистом заболевании), риск фатальных осложнений сохраняется слишком высоким, чтобы расширить спектр показаний к применению ТГК.

## История
Идея трансплантации костного мозга возникла довольно давно. Уже к началу XX века учёные поняли, что из каких-то немногочисленных клеток в костном мозге могут развиваться все клетки крови; такие клетки костного мозга стали называть стволовыми. Позже возникла мысль, что стволовые клетки из костного мозга здорового человека можно использовать для восстановления неработающего костного мозга другого человека. Иными словами, можно пересаживать с лечебной целью клетки из костного мозга одного человека (донора) другому человеку (реципиенту, то есть получателю).
В середине XX века эта идея заинтересовала американских военных, а затем и гражданских учёных, которые начали активную работу.
Французский онколог Жорж Мате (фр. Georges Mathé) в 1959 году выполнил первую в Европе пересадку костного мозга от неродственного донора пяти югославским атомщикам, которые были подвергнуты облучению в результате аварии в Институте ядерных наук «Винча» под Белградом. В результате проведённого лечения четверо пациентов выздоровели, один скончался. Через несколько лет одна из реципиенток родила полностью здорового ребёнка.
Первым врачом, который в 1968 году выполнил успешную пересадку костного мозга человека, был Роберт Гуд (англ. Robert A. Good) из Университета Миннесоты. 5-месячный мальчик, страдавший тяжёлым иммунодефицитом, от которого погибли 11 его близких родственников мужского пола, получил внутривенно клетки костного мозга от своей 8-летней сестры. По состоянию на 2003 год этот мужчина здоров и стал отцом.
В 1975 году обладатель докторской степени по медицине Джон Керси (англ. John Kersey), также из Университета Миннесоты, выполнил первую успешную трансплантацию костного мозга для лечения лимфомы. Его пациент, 16-летний англ. Dave Stahl, сегодня — самый долгоживущий пациент с лимфомой, получивший трансплантацию.
Значительный вклад в развитие трансплантации стволовых клеток сделала команда Онкологического научного центра Фреда Хатчинсона в 1950—1970-х годах во главе с Эдвардом Доннелом Томасом (англ. E. Donnall Thomas). Исследования Томаса показали, что клетки костного мозга, введённые внутривенно, могут заселить костный мозг и производить новые клетки крови. Его работы также позволили снизить вероятность развития опасного для жизни осложнения «трансплантат против хозяина».
В 1990 году Эдвард Доннел Томас вместе с Джозефом Мюрреем (англ. Joseph Edward Murray), который занимался трансплантацией почки, получили Нобелевскую премию по физиологии и медицине за открытия, касающиеся «органной и клеточной трансплантации при лечении заболеваний человека».
В 1970-е годы трансплантацию костного мозга проводили уже десяткам пациентов, а затем ТКМ стала применяться всё шире. По данным на 2005—2006 годы, во всём мире ежегодно проводится почти 50 тысяч трансплантаций костного мозга.
К декабрю 2012 года в мире проведено около 1 миллиона аллогенных трансплантаций костного мозга. В последние десятилетия количество таких трансплантаций растёт без признаков насыщения.

## Донорство костного мозга

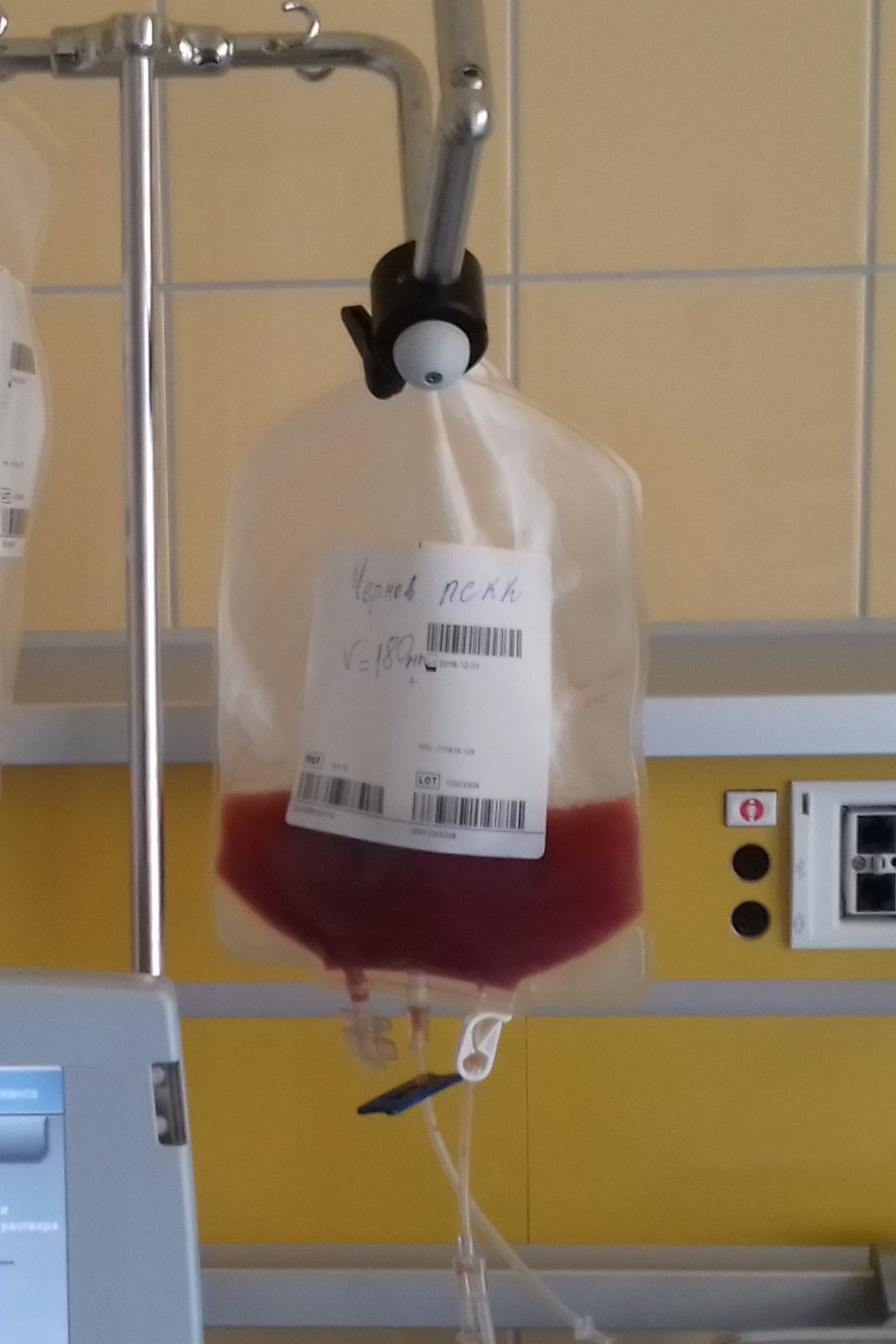
Гемопоэтические стволовые клетки

В зависимости от источника клеток костного мозга различают аутологичную трансплантацию (заранее заготовленные клетки, которые получены от самого пациента) и аллогенную трансплантацию (от доноров, в том числе родственников).
Подбор донора костного мозга для конкретного пациента — сложная процедура, которая производится по принципу тканевой совместимости донора и реципиента. Совпадение групп крови по системе AB0 при этом не является обязательным .
Наибольшие шансы найти донора обычно бывают среди родных братьев и сестёр больного: вероятность полной совместимости с братом или сестрой составляет 25 %. Если братьев и сестёр, пригодных для донорства, нет, то необходимо искать неродственных доноров костного мозга. Для представителей некоторых народов России вероятность найти полностью совместимых доноров в иностранных регистрах низка в силу генетических различий между популяциями.
Наиболее крупный регистр, NMDP, насчитывающий более 6,5 миллиона, находится в США. Больше всего доноров среди европейских стран предоставляет Германия (более 5 миллионов человек состоят в регистре ZKRD). Всего в Международной поисковой системе доноров костного мозга насчитывается более 25 миллионов потенциальных доноров.
В России количество регистров доноров очень невелико, а донорская база в них крайне мала, по этой причине почти все неродственные трансплантации костного мозга в России проводятся от иностранных доноров.

## Российские организации
Согласно сведениям Международной ассоциации доноров костного мозга (World Marrow Donor Association, WMDA), в России существуют пять организаций, занимающихся поиском доноров костного мозга в международных базах данных:
- Российский регистр потенциальных доноров стволовых клеток костного мозга в Санкт-Петербурге при Российском НИИ гематологии и трансфузиологии[21][22];
- Карельский регистр доноров костного мозга[20][23];
- Некоммерческое партнёрство «Регистр доноров» учреждён Государственным бюджетным учреждением Самарской области «Клинический центр клеточных технологий» в 2012 году[24][25];
- Гематологический научный центр Минздрава России[26][27];
- Департамент здравоохранения города Москвы[28][29].

Регистры доноров стволовых клеток, не являющиеся международными:
- Национальный регистр доноров костного мозга имени Васи Перевощикова в Институте детской гематологии и трансплантологии им. Р. М. Горбачёвой в Санкт-Петербурге[30][31];
- в Челябинске на базе Областной станции переливания крови[32];
- в Кирове на базе Российского медицинского научно-производственного центра «Росплазма»[33].

Трансплантации костного мозга от неродственных доноров из российских регистров случаются крайне редко. Чаще трансплантации проводятся от полностью или частично совместимого родственного донора или от донора из иностранного регистра.

## Требования к донору
По данным ежегодного отчёта Международной ассоциации доноров костного мозга (WMDA) от 2007 года, из каждых 1430 потенциальных доноров гемопоэтических стволовых клеток, включённых в регистры, только один становился реальным, то есть осуществил донацию ГСК.
Потенциальным донором стволовых гемопоэтических клеток может стать любой дееспособный человек в возрасте от 18 до 55 лет, который никогда не болел гепатитом В или С, туберкулёзом, малярией, злокачественными заболеваниями, психическими расстройствами, не является носителем ВИЧ и удовлетворяет некоторым другим требованиям.
Для того, чтобы стать потенциальным донором костного мозга (быть зачисленным в регистр), необходимо пройти HLA-типирование в одном из центров, предоставляющих эту услугу. Для желающего стать донором процедура заключается в заборе 5-10 миллилитров крови из вены.
Благотворительный фонд «Карельский регистр неродственных доноров гемопоэтических стволовых клеток» на собранные от жертвователей средства проводит HLA-типирование тех, кто желает стать потенциальным донором.
Если человек подходит как потенциальный донор для какого-либо пациента, потребуется ещё один образец его крови в объёме 10 мл для того, чтобы убедиться, что он достаточно совместим с пациентом. Если донор окажется совместимым, то он будет немедленно проинформирован о методах забора костного мозга или периферических стволовых кроветворных клеток и способах, предпочтительных для данного пациента.
До недавнего времени считалось, что беременность способствует иммунизации женщины, что может влиять на реципиента. По этой причине предпочтение при прочих равных условиях отдавалось донорам мужского пола. Однако в последнее время это мнение было поколеблено, поскольку трансплантологам не удалось выявить существенных различий в течение пострансплантационного периода у реципиентов в случаях, когда донорами были мужчины в сравнении с теми реципиентами, у которых донорами были женщины, перенёсшие беременность. Однако, согласно международным рекомендациям, вопрос о количестве беременностей в анкете все же решено было оставить с целью более полного информирования трансплантологов о характеристике донора.

## Процедура забора костного мозга
Для донора процедура изъятия стволовых клеток проходит безболезненно. Человека подключают к аппарату, который забирает его кровь и разделяет на фракции. Затем клетки отправляют в лабораторию, где проходит самый важный этап подготовки. Кровь, взятая у донора, специальным образом обрабатывается, на клетки наносят магнитные метки, затем помещают в аппарат, где при помощи магнитного фильтра ненужные клетки удаляют, а полезные собирают в специальный пакет. Сама трансплантация выглядит как переливание крови. Ребёнок получает только те клетки, которые помогут ему бороться с опухолью.
— Российские врачи добиваются новых успехов в излечении онкологических заболеваний у детей // Первый канал, 15 февраля 2015

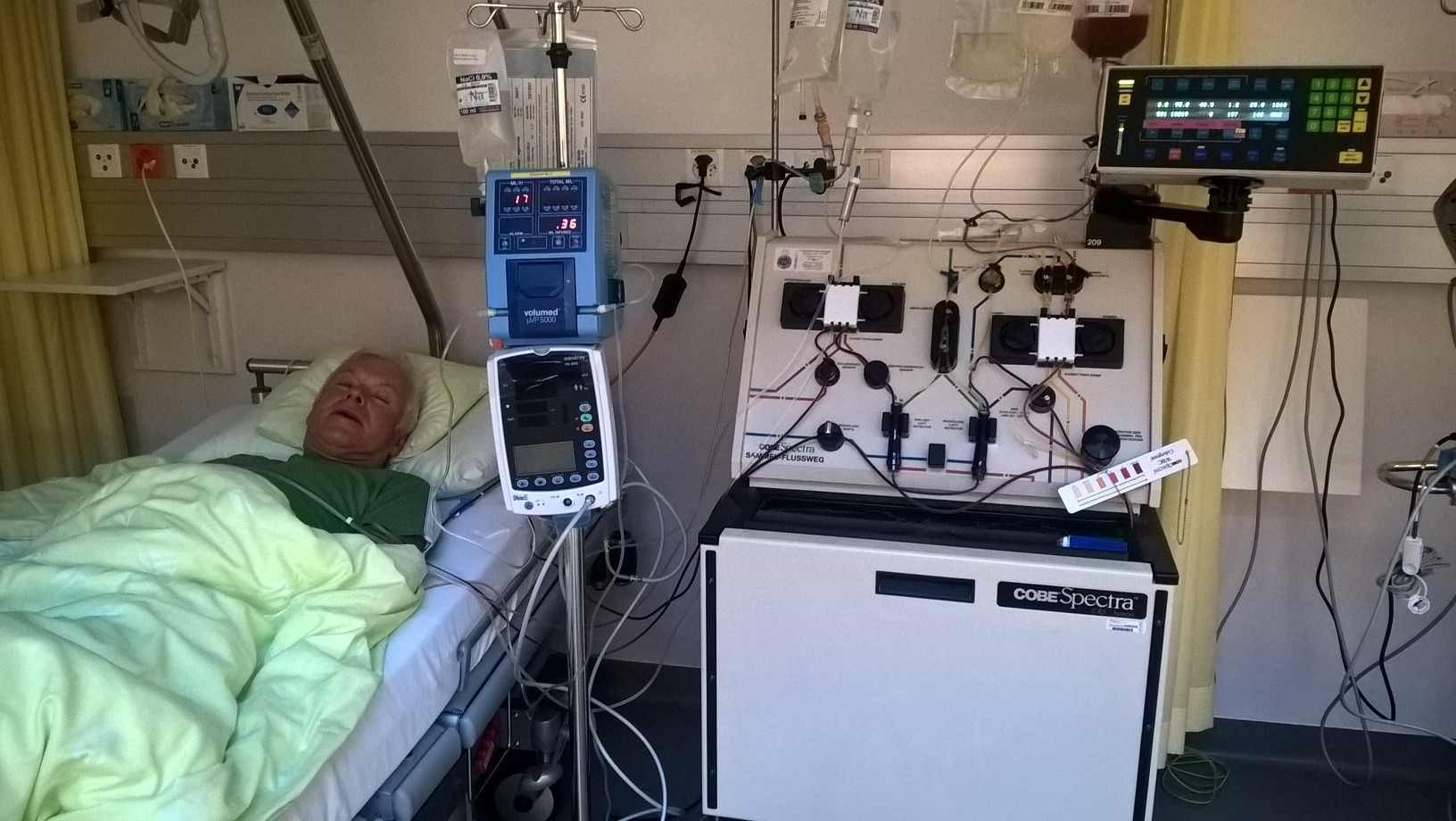
Пациент во время забора его стволовых клеток методом афереза с целью аутологичной (то есть самому себе) трансплантации

Благодаря использованию препаратов, стимулирующих выход клеток костного мозга в периферическую кровь, удаётся избежать забора у донора именно костного мозга. В этом случае у донора берётся кровь из вены, которая подвергается аферезу, в результате чего из крови изымаются нужные реципиенту клетки, а сама кровь возвращается в организм донора. Внешне процедура похожа на гемодиализ. Затем больному внутривенно вводится суспензия гемопоэтических стволовых клеток, которые постепенно из кровеносного русла заселяют его костный мозг и восстанавливают кроветворение.
Если для трансплантации у донора забираются клетки костного мозга, а не периферической крови, то донора госпитализируют в клинику на один день. Процедура взятия костного мозга проходит под общей анестезией. Костный мозг берут из тазовых костей специальными иглами с широким просветом. Процедура продолжается до двух часов, во время неё забирается не более 5 % от общего объёма костного мозга донора. Как правило, вечером в день операции донор может уйти из клиники домой. В течение нескольких дней может ощущаться болезненность, как после удара при падении. Помогают обычные обезболивающие препараты. Полное восстановление костного мозга у донора происходит в пределах двух недель.

## Подготовка пациента
Когда донор найден и подтверждена его совместимость, пациент подвергается кондиционированию.
Эта процедура имеет две цели:
- уничтожение собственного костного мозга, который вырабатывает неправильные клетки кроветворения (флударабин, треосульфан);
- подавление иммунитета с целью снизить риск отторжения донорских клеток.

Пациент, в отношении которого начато кондиционирование, уже не сможет выжить без трансплантации.

## Осложнения у реципиента
Кондиционирование пациента, в ходе которого уничтожается собственный костный мозг и угнетается иммунитет, является серьёзным вмешательством, которое само по себе приводит к летальному исходу в 5-10 % случаев у пациентов в возрасте до 35 лет. В более старшей группе летальность доходит до 30 %.
Самое частое и опасное осложнение трансплантации костного мозга — реакция «трансплантат против хозяина» (РТПХ).
РТПХ — это ожидаемое осложнение — оно возникает у большинства пациентов после неродственной трансплантации.
Так как подобрать абсолютно совместимого донора для неродственной трансплантации невозможно, пересаженные клетки производят лимфоциты, которые не совсем подходят к тканям пациента. Лимфоциты реагируют на ткани нового хозяина как на враждебные, с которыми нужно бороться. Чаще всего поражаются кожа, слизистые оболочки, печень и кишечник. Для лечения РТПХ применяются препараты, угнетающие иммунитет (иммуносупрессоры), но летальность остаётся высокой: до 50 %.
Реципиенты костного мозга в период РТПХ восприимчивы ко многим инфекциям, как возникающим в результате заражения, так и реактивации латентно находившихся в организме долгие периоды времени. Наиболее серьёзную опасность для реципиента представляют широко распространённые в популяции цитомегаловирус, вирус Эпштейна — Барр, вирус varicella-zoster, вирус простого герпеса и Toxoplasma gondii.

## Риски для донора
Риски осложнений зависят от характеристик донора, квалификации медицинских работников и от применяемого метода: общая анестезия при получении клеток из костей таза или применение колониестимулирующих препаратов перед аферезом.

### Лекарственные риски
Для получения стволовых кроветворных клеток из периферической крови необходимо стимулировать кроветворение. Этого добиваются, используя человеческий гранулоцитарный колониестимулирующий фактор (Г-КСФ, G-CSF): Филграстим (Нейпоген, Неуласта, Лейкостим), и Ленограстим (Graslopin, Granocyte).
Филграстим как правило назначается на уровне 10 мкг/кг в течение 4-5 дней во время извлечения стволовых клеток. Документально зафиксированные побочные эффекты филграстима включают разрыв селезёнки (идентифицируется болью в левой верхней части живота или болью в плече, риск 1 к 40 000), острый респираторный дистресс-синдром (ОРДС), альвеолярное кровоизлияние и аллергические реакции (обычно проявляются в первые 30 минут, риск 1 к 300). Кроме того, уровень тромбоцитов и гемоглобина понижается после процедуры, возвращаясь к нормальному уровню в срок до одного месяца.
Вопрос о реакции людей на данные препараты не изучен в достаточной степени. Известно, что в результате инъекции G-CSF возникают проблемы со свёртываемостью крови и воспалением атеросклеротических бляшек. Побочным следствием применения препаратов G-CSF также была описана возможность индуцировать генетические изменения в агранулоцитах обычных доноров. Существует доказательство того, что у восприимчивых лиц GCSF может вызвать миелодиспластический синдром (МДС) или острый миелоидный лейкоз (ОМЛ).
Риск для донора может заключаться в побочных эффектах от применения колонийстимулирующих факторов (боль в костях, слабость, аллергические реакции) и от используемого метода доступа (онемение или покалывание в месте установки катетера).
Исследование, в котором обследовали 2408 доноров, показало, что серьёзные побочные эффекты (требующие длительной госпитализации) произошли у 15 доноров (0,6 %). Ни одно из этих осложнений не было смертельным. Риск онкологических заболеваний у доноров не превышает наблюдаемого в общей популяции.
В 2009 году были проанализированы показатели 51024 человек (27 770 доноров собственно костного мозга и 23 254 донора, у которых клетки забирали из периферической крови), участвовавших в родственных донациях:

- Пять родственников погибли (один после донации собственно костного мозга и четверо из тех, у которых клетки забирали из периферической крови): 0,98 случая на 10 000 донаций.
- У 37 наблюдались тяжёлые побочные эффекты (у 12 — после донации собственно костного мозга и у 25 тех, у которых клетки забирали из периферической крови): 4,32 и 10,76 на 10 000 донаций, соответственно.
- У 20 впоследствии выявлены злокачественные гематологические новообразования (у 8 — после донации собственно костного мозга и у 12 тех, у которых клетки забирали из периферической крови): 3,92 случая на 10 000 донаций. Наблюдаемая заболеваемость онкогематологическими заболеваниями не превышает ожидаемой частоты в популяции в целом с учётом возрастной и половой поправок.

Оригинальный текст (англ.)Two hundred and sixty-two of the 338 teams (77.5 %) responded to a first survey (1993—2002) and 169 of the 262 responder teams (65 %) to a second survey (2003—2005). They had performed a total of 51,024 first allogeneic hematopoietic stem cell transplantations, of which 27,770 were bone marrow and 23,254 peripheral blood. They observed five donor fatalities, one after a bone marrow donation and four after peripheral blood donation (incidence 0.98 per 10,000 donations; 95 % CI 0.32-2.29), 37 severe adverse events (7.25/10,000; 95 % CI 5.11-9.99), of which 12 in bone marrow donors (4.32/10,000; 95 % CI 2.24-7.75) and 25 in peripheral blood donors (10.76/10,000; 95 % CI 6.97-15.85; p<0.05) and 20 hematologic malignancies (3.92/10,000; 95 % CI 2.39-6.05), of which 8 after donating bone marrow and 12 after donating peripheral blood stem cells. The observed incidence rate of hematologic malignancies did not exceed the expected incidence in an age- and sex-adjusted general population.Severe Events In Donors After Allogeneic Hematopoietic Stem Cell Donation. // Haematologica. — 2009. — Vol. 94. — № 1. — P. 94–101
Касательно летальных исходов среди неродственных доноров, по данным WMDA по состоянию на февраль 2019 года, таких случаев было всего два (во втором случае 44-летний донор осознанно и героически пошёл на внезапно выявившийся на финальной стадии риск) из 250 тысяч донаций (с 1988 года). В целом это количество столь мало, что делать статистически значимые обобщения на этой выборке не представляется возможным. Ни одна операция не может считаться абсолютно безопасной, однако в случае с донацией костного мозга риск осложнений минимален.

## Проблемы донорства костного мозга в России
Российский бюджет не предусматривает расходов на HLA-типирование потенциальных доноров, потому у желающих стать донорами возникают проблемы с поиском организации, которая провела бы эту процедуру.
Российский бюджет не предусматривает расходов на транспорт, проживание и медицинское страхование для российского донора костного мозга непосредственно перед процедурой забора клеток. Кроме того, в связи с отсутствием законодательного регулирования на донора ложится обязанность оплатить налог на те средства, которые благотворительная организация потратила на него.
При пользовании международными регистрами необходимо оплачивать поиск донора и его активацию, то есть медицинское обследование донора, стимуляцию роста его костного мозга и процедуру забора гемопоэтических стволовых клеток. Российский бюджет не предусматривает таких расходов. Средства (на начало 2013 года стоимость составляет 720 тысяч рублей) собирают благотворительные организации. В среднем стоимость поиска и активации неродственного донора в иностранном регистре стоит 18 000 €, но, в зависимости от страны проживания донора может составить 30 000 €.
В России нет центрального регулирующего органа, занимающегося учётом потенциальных доноров, как в других странах — например, ZKRD в Германии или NMDP в США. Для жителей России наиболее вероятно найти доноров среди россиян, но если регистры не включены в мировую базу, то в каждый российский регистр надо рассылать отдельные письменные запросы. Полного перечня всех мелких российских регистров не знают даже врачи отделений трансплантации костного мозга.
Создание и поддержка национального регистра доноров костного мозга экономически нецелесообразны до тех пор, пока в стране не будет достаточное количество центров, занимающихся неродственной трансплантацией костного мозга. В противном случае выгоднее оплачивать поиск и активацию донора в иностранных регистрах.
Практически невозможно найти донора для представителей немногочисленных народов, с древности живущих изолированно, например, на Кавказе.
Реагенты для производства первичного типирования стоят около 250 €, его обычно оплачивают благотворительные фонды.
По этой причине в российских регистрах по состоянию на август 2015 года состояло лишь 40-50 тысяч человек, что является ничтожно малым количеством, позволившим подобрать неродственных доноров лишь для нескольких пациентов.
По состоянию на март 2018 года в Национальном регистре состоит почти 80 тысяч потенциальных доноров, проведено 202 трансплантации.